# C. Achutha Menon

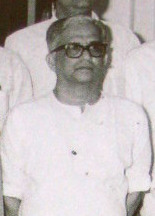
C. Achutha Menon (1969)

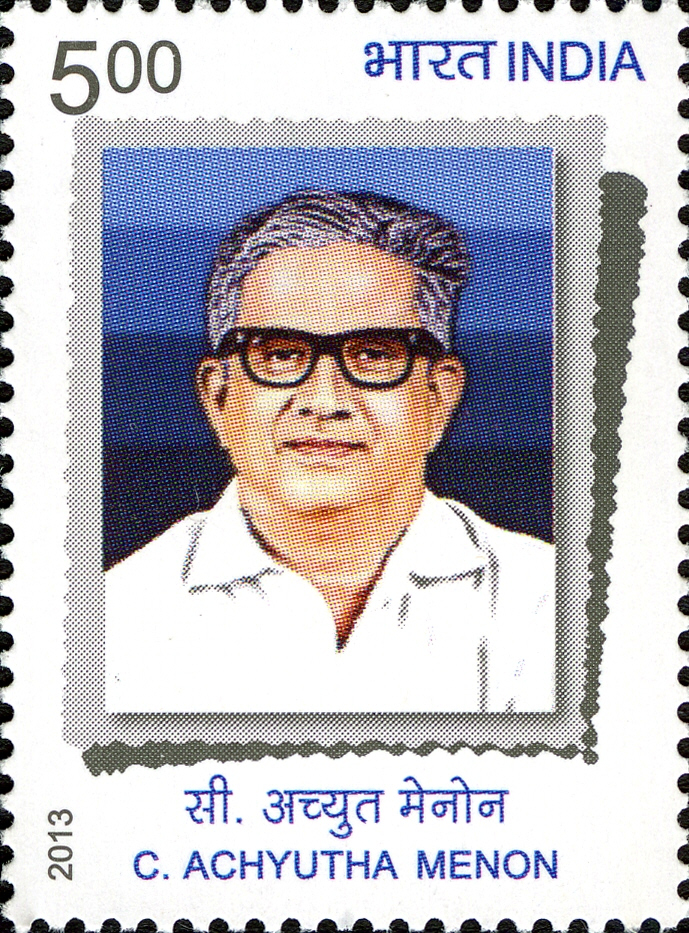
Gedenkmarke der indischen Post anlässlich des 100. Geburtsjubiläums von Menon (2013)

Chelat Achutha Menon (Malayalam സി. അച്യുതമേനോൻ; * 13. Januar 1913 in Puthukkad, Fürstenstaat Cochin, Britisch-Indien; † 16. August 1991 in Thiruvananthapuram, Kerala) war ein indischer Politiker der Communist Party of India CPI, der unter anderem zwischen 1968 und 1970 Mitglied der Rajya Sabha, des Oberhauses des indischen Parlaments, sowie zwei Mal Chief Minister von Kerala (1969–1970, 1970–1977) war.

## Leben
Chelat Achutha Menon stammte aus einer Nayar-Familie und war der Sohn von Shri M. Achutha Menon. Er absolvierte zunächst ein grundständiges Studium, welches er mit einem Bachelor of Arts (B.A.) beendete. Er absolvierte zudem ein Studium der Rechtswissenschaften am Government Law College in Trivandrum und schloss dieses mit einem Bachelor of Laws (LL.B.) ab. Nach dem unerwarteten Tod von P. Krishna Pillai am 19. August 1948 wurde er 1949 erstmals Sekretär des Parteikomitees der Kommunistischen Partei Indiens CPI (Communist Party of India) von Kerala und behielt diese Funktion, bis er 1956 durch M. N. Govindan Nair abgelöst wurde. Er war von 1952 bis 1954 Mitglied der Legislativversammlung des damaligen Bundesstaates Travancore-Cochin. Er war von 1957 bis 1959 Mitglied der Kerala Legislative Assembly gewählt, des Parlaments des nunmehrigen Bundesstaates Kerala, und gehörte dieser als Vertreter des Wahlkreises „Irinjalakuda“ bis 1959 an. Er bekleidete zudem zwischen dem 5. April 1957 und dem 31. August 1959 im Kabinett von Chief Minister E. M. Sankaran Namboodiripad das Amt des Finanzministers von Kerala.
Menon gehörte zwischen 1960 und 1964 der Legislativversammlung von Kerala abermals als Vertreter des Wahlkreises „Irinjalakuda“ als Mitglied an. Als Nachfolger von E. M. Sankaran Namboodiripad wurde er 1964 abermals Sekretär des Parteikomitees der CPI des Bundesstaats Kerala und behielt diese Funktion bis zu seiner Ablösung durch S. Kumaran 1968. Am 3. April 1968 wurde er Mitglied der Rajya Sabha, des Oberhauses des indischen Parlaments (Bhāratīya Sansad), und gehörte dieser als Vertreter des Bundesstaates Kerala bis zum 20. April 1970 an.
Als Nachfolger von E. M. Sankaran Namboodiripad übernahm er am 1. November 1969 zudem erstmals den Posten als Chief Minister von Kerala und bekleidete dieses Amt zunächst bis zum 1. August 1970, woraufhin eine Präsidialverwaltung (President’s rule) eingerichtet wurde. Er war 1970 für den Wahlkreis „Kottarakkara“ erneut Mitglied der Legislativversammlung von Kerala. Nach Aufhebung der President’s rule übernahm er am 4. Oktober 1970 zum zweiten Mal das Amt als Chief Minister von Kerala und übte dieses bis zu seiner Ablösung durch K. Karunakaran vom Indischen Nationalkongresses (INC) am 25. März 1977 aus. Er war zwischen 1970 und 1977 Mitglied der Kerala Legislative Assembly und vertrat nunmehr den Wahlkreis „Kodakara“.
Aus seiner Ehe mit Shrimati Ammini Amma gingen ein Sohn und zwei Töchter (Sathi, Radha, Ramankutty) hervor.

## Hintergrundliteratur
- N. E. Balaram: Kerala. Three years of UF government headed by C. Achutha Menon, Delhi 1973